# Synagogue ashkenaze Ari

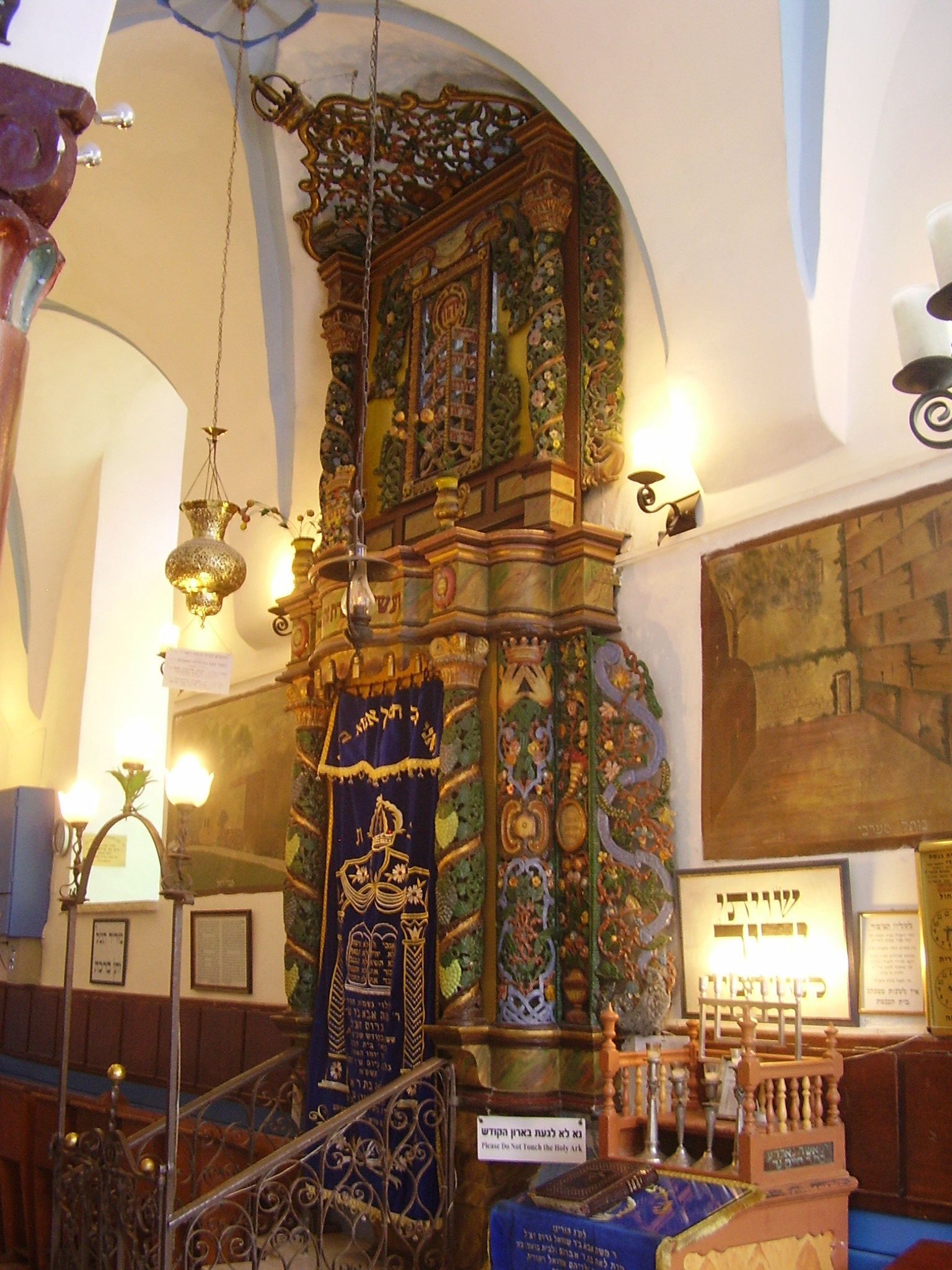
L'Arche Sainte de la synagogue ashkenaze Ari

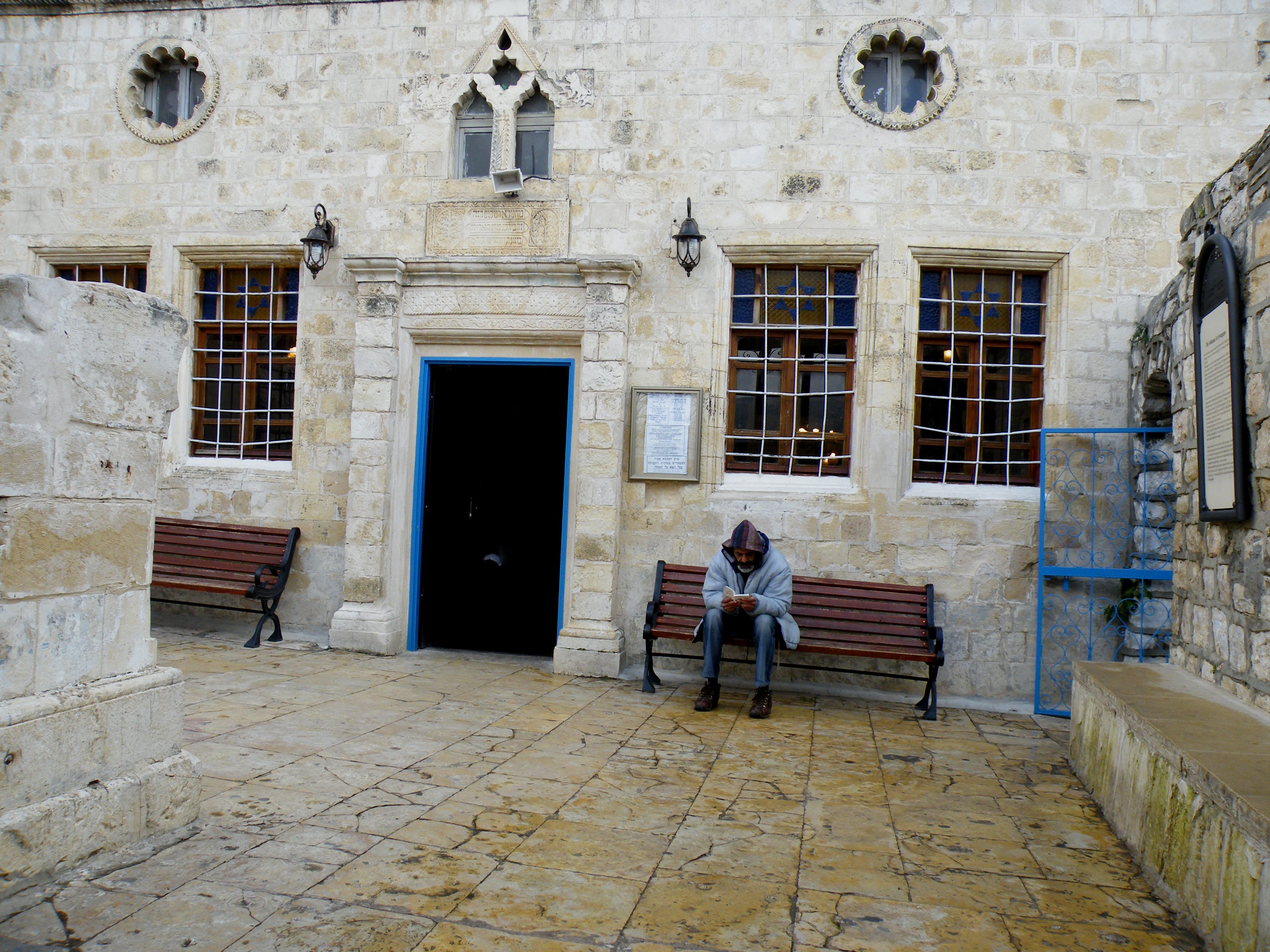
La synagogue ashkenaze Ari

La synagogue ashkénaze Ari située à Safed, Israël, a été construite à la mémoire du rabbin Isaac Louria (1534-1572) connu aussi sous le nom de Ari".
Elle date de la fin du XVIe siècle, quelques années après la mort de Louria, un grand kabbaliste, qui s'est installé à Safed en 1570.  La synagogue est connue pour son Arche Sainte sculptée et ornée. Cette synagogue est considérée comme une des plus vieilles synagogues d'Israël encore en service. 

## Historique
La synagogue est construite au XVIe siècle à l'extrémité nord du quartier séfarade de la vieille ville de Safed par des exilés espagnols qui s'étaient initialement installés en Grèce et qui ont par la suite émigré à Safed, d'où le nom qui leur a été donné de Gerigos. Cette communauté est principalement formée de kabbalistes, disciples du rabbin Moïse Cordovero. Ils sont rejoints en 1570 par le rabbin Isaac Louria, connu sous son acronyme de Ari.  
Louria a l'habitude de venir prier à la synagogue le vendredi soir avant le Chabbat, puis de se rendre avec ses disciples dans un champ voisin pour accueillir le Chabbat. Selon la tradition, ce serait lors de ces cérémonies qu'aurait été créée par le kabbaliste Salomon Alkabetz, la mélodie populaire Lekha Dodi (Viens, ma bien-aimée), qui est reprise de nos jours par la majorité des communautés juives de par le monde, le vendredi soir, quand les fidèles se tournent vers l'entrée de la synagogue pour accueillir le Chabbat.  
La date de construction de la synagogue n'est pas connue avec certitude. Au-dessus du linteau de la porte d'entrée de la synagogue, se trouve une plaque avec une inscription en hébreu: « Comme ce lieu inspire du respect, la synagogue de Ari de mémoire bénite ». Cette inscription indiquerait, selon le calendrier hébraïque, que la synagogue aurait été construite en 1578, soit six ans après la mort de Louria. Mais cette plaque n'a été apposée qu'en 1937, lors d'une rénovation de la synagogue, et ne peut donc pas être considérée comme une preuve véritable. 
Au XVIIIe siècle, avec l'arrivée d'un important groupe de Hassidim d'Europe de l'Est, la synagogue est dédiée à la communauté ashkénaze et est dénommée la synagogue ashkénaze Ari.  
La synagogue est détruite par le tremblement de terre du 1er janvier 1837 qui endommage principalement la partie nord de la ville de Safed, tuant près de la moitié de la communauté. Seuls les quatre piliers centraux et le mur sud résistent. La reconstruction de la synagogue ne sera achevée que vingt ans plus tard en 1857. Depuis lors, aucun changement majeur n'est intervenu dans le bâtiment.
Lors de la guerre israélo-arabe de 1948-1949, une bombe tombe dans la cour extérieure de la synagogue. Un shrapnel traverse la synagogue remplie de personnes ayant cherché un refuge et va s'encastrer dans le socle de la Bimah. Par chance, personne n'est blessé. Cet évènement est considéré comme un des nombreux miracles qui se seraient produits à Safed. Bien que la synagogue soit par son nom associée à la communauté ashkénaze, elle sert actuellement de lieu de prière pour les Hassidim et les Juifs séfarades tout en restant populaire pour les fidèles des différentes communautés. 

## Description
Comme de nombreuses maisons de Safed, l'entrée de la synagogue est orientée vers l'ouest, en direction de la tombe de Rabbi Shimon bar Yohaï sur le mont Méron

### Pas de Mezouzah
À l'entrée de toutes les synagogues et de toutes les maisons juives, on trouve une mezouzah fixée au linteau de la porte d'entrée, et de toutes les portes de la maison. 
Exceptionnellement, la synagogue ashkénaze Ari ne possède pas de mezouzah. La raison est que selon la Halakha, il n'est pas nécessaire de mettre une mezouzah, car il y est interdit de manger ou de dormir. À l'arrière de la synagogue se trouve une petite pièce qui, elle, possède une mezouzah, pour le kiddouch et la seoudah chlichit.

### L'Arche Sainte
L'Arche Sainte est sculptée dans du bois d'olivier par un artisan de Kolomyia en Galicie (actuellement en Ukraine), dans le style des synagogues d'Europe de l'Est. Le sculpteur qui n'est pas juif ignore les lois du judaïsme interdisant la représentation de figures humaines dans les synagogues. Il place la figure d'un homme en haut de l'Arche, que la communauté transforme en image anthropomorphique d'un lion, allusion à l'acronyme Ari qui signifie lion en hébreu. Malgré cela, le lion apparait avec une face humaine. 
D'autres sculptures de lions, d'oiseaux et d'autres animaux qui se situaient au sommet de l'Arche ont été retirées pour des raisons halachiques. Actuellement l'Arche est surmontée d'une couronne rappelant l'enseignement d'ARI, que la couronne de la Torah appartient à  tous ceux qui étudient et suivent les enseignements de la Torah.

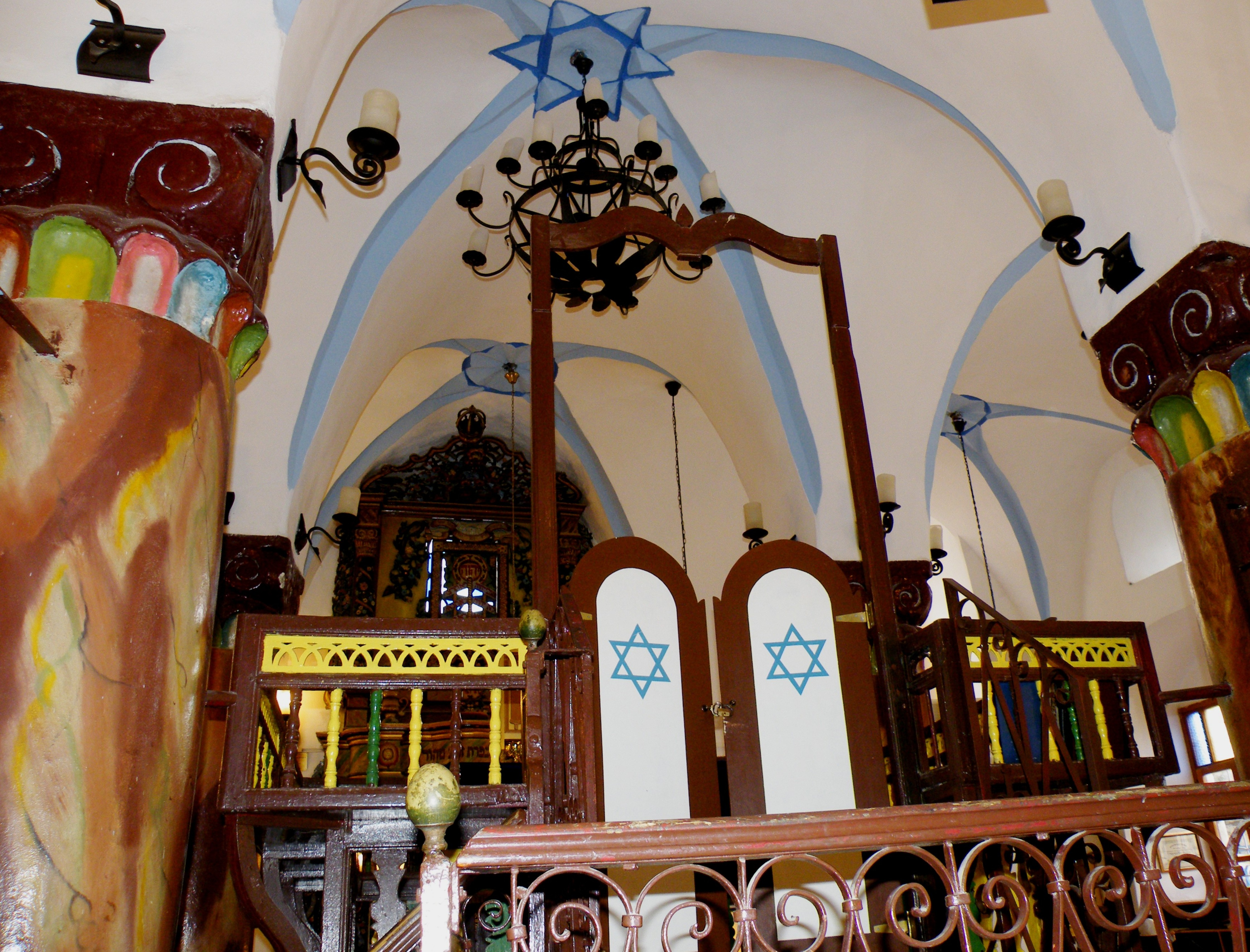
La Bimah

### La bimah
La bimah, où se tient la personne dirigeant les offices, est située au centre de la salle. Bien que la synagogue suive le rite de prières hassidique, l'emplacement de la bimah suit la tradition séfarade, où les fidèles hommes sont assis tout autour de la bimah. 
L'entaille dans le bois de la bimah est due au shrapnel qui s'est abattu sur la synagogue pendant la guerre d'indépendance. Au moment où le shrapnel pénètre dans la synagogue, le fidèle se trouvant près de la porte s'inclinait pour prier, et l'obus passa au-dessus de sa tête.  

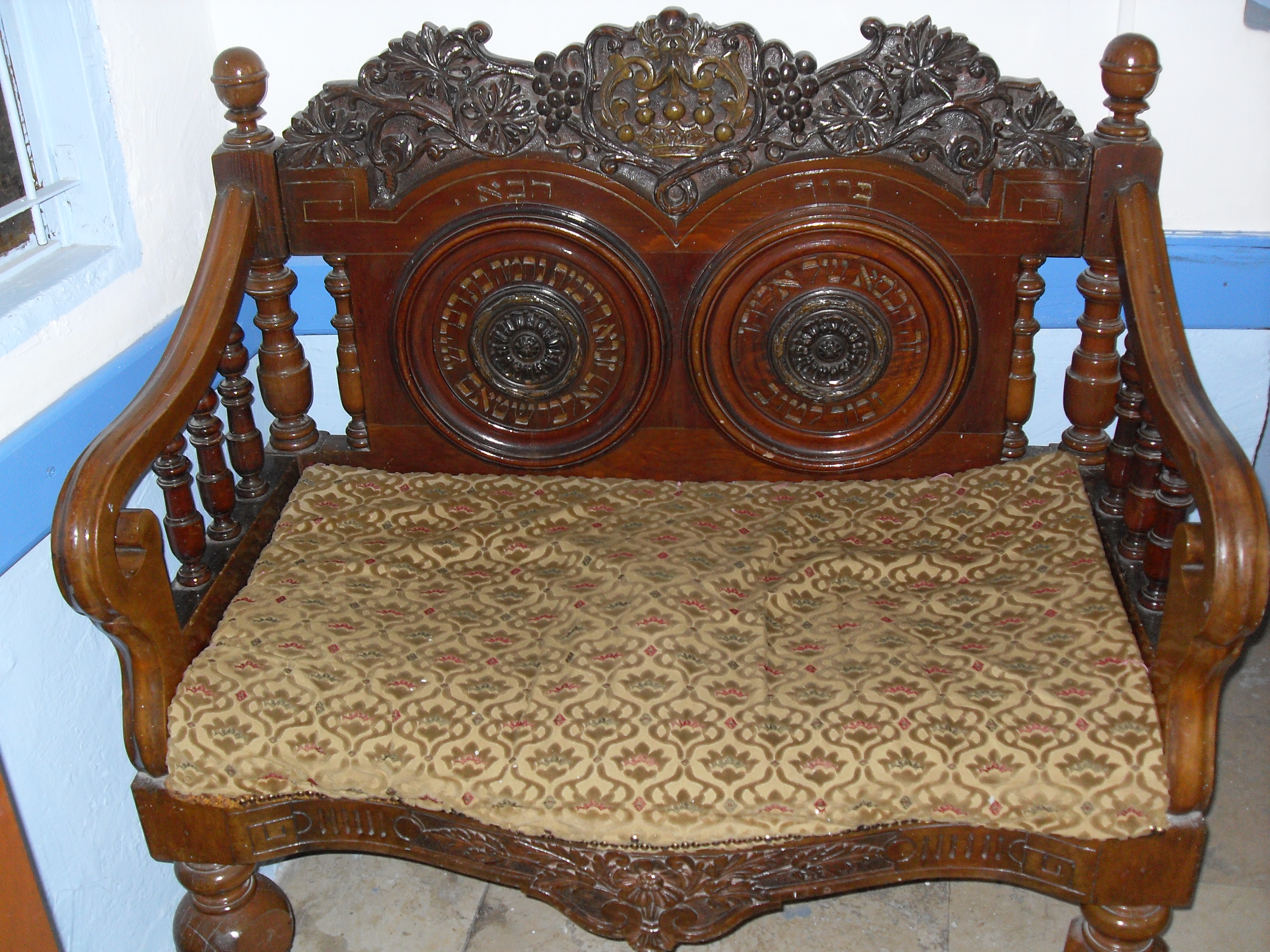
La chaise d'Élie

### Chaise d'Élie
La chaise d'Élie, située dans la pièce à l'arrière de la salle de prière, sert pour la circoncision des nouveau-nés. Le Sandaq qui tient le bébé est assis sur cette chaise.
Mais en plus de cette fonction, la chaise d'Élie de la synagogue ARI possède, d'après la Kabbale, un effet bienfaisant (segula) pour les couples frappés d'infertilité. De nombreux couples désirant des enfants se rendent à la synagogue pour s'asseoir dans la chaise d'Élie, dans l'espoir d'avoir un bébé. 

## Quelques spécificités dans les offices
La synagogue a conservé des traditions uniques, jalousement gardées par ses membres. Certaines de ces pratiques sont importées à Safed d'Espagne et ont été associées avec celles existant d'origine du temps même d'Ari.

- élévation du Sefer Torah avant la lecture.

- à Roch Hodech (début du mois hébraïque), lecture de la Torah sans bénédictions. 

- pas de lecture des Meguiloth lors des Shalosh Regalim (les trois fêtes de pèlerinages). 

- bénédiction des Cohanim uniquement les jours de récitation du Moussaf. 
- pas de lecture du Tahanoun (prières de supplication) lors de l'office de Min'ha.

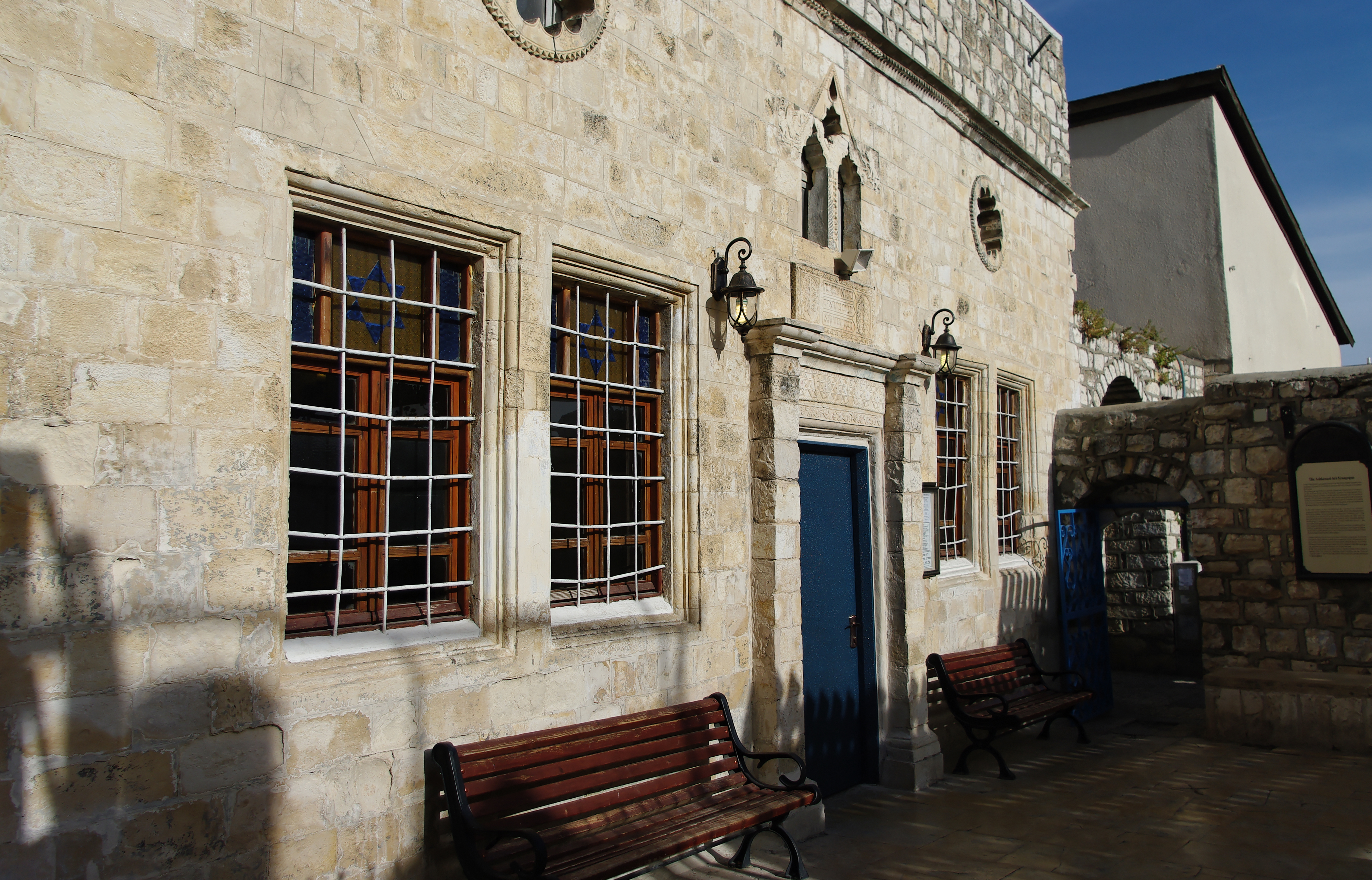
lors de Yizkor (prière du souvenir), ajout d'une prière à la mémoire des Olei Hagardom (Ceux pendus à la potence), les membres de l'Irgoun et du Lehi pendus par les Britanniques, et dont sept sont enterrés à Safed.
- L'entrée de la synagogue
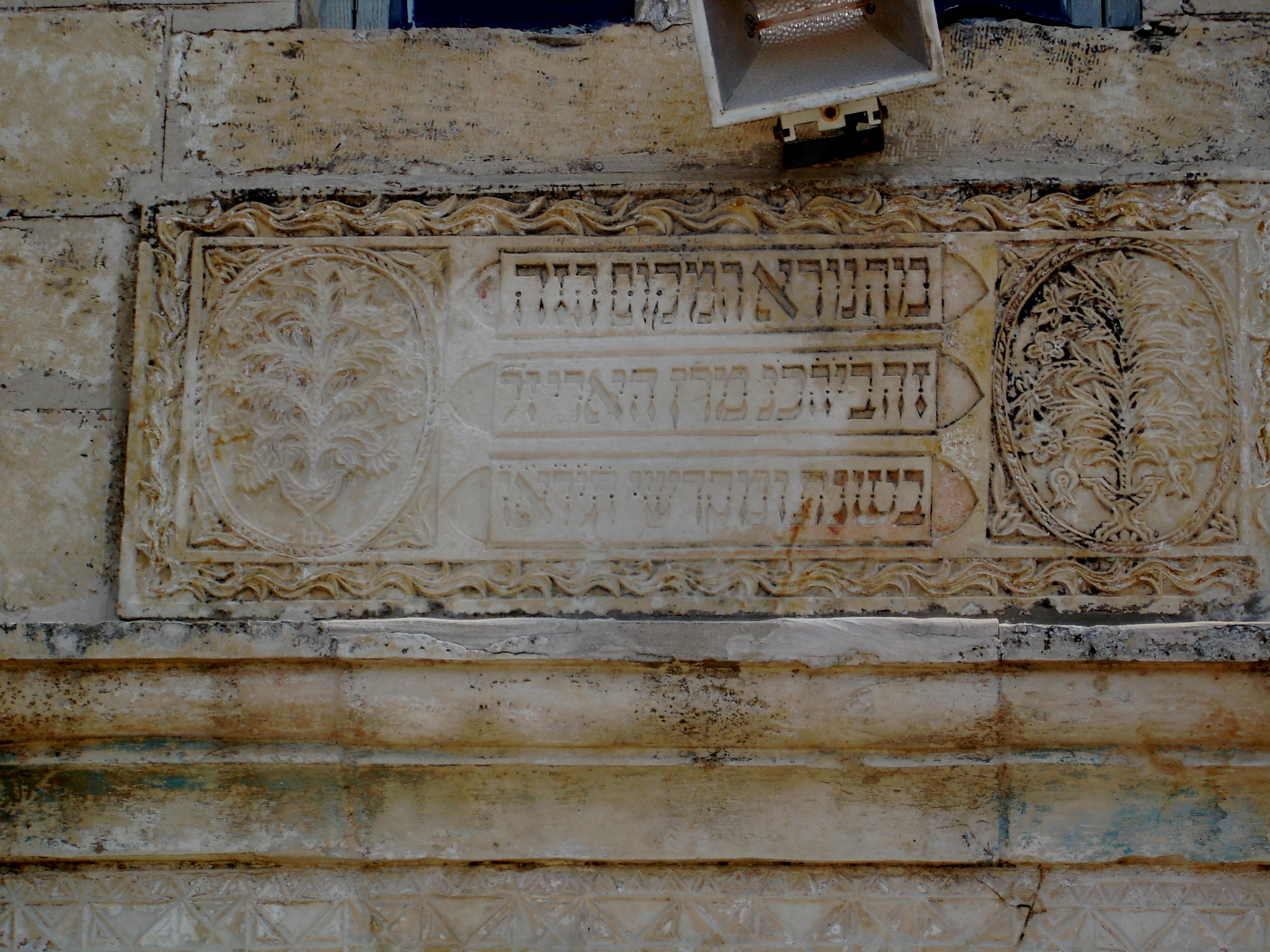
Inscription sur le linteau de la porte d'entrée
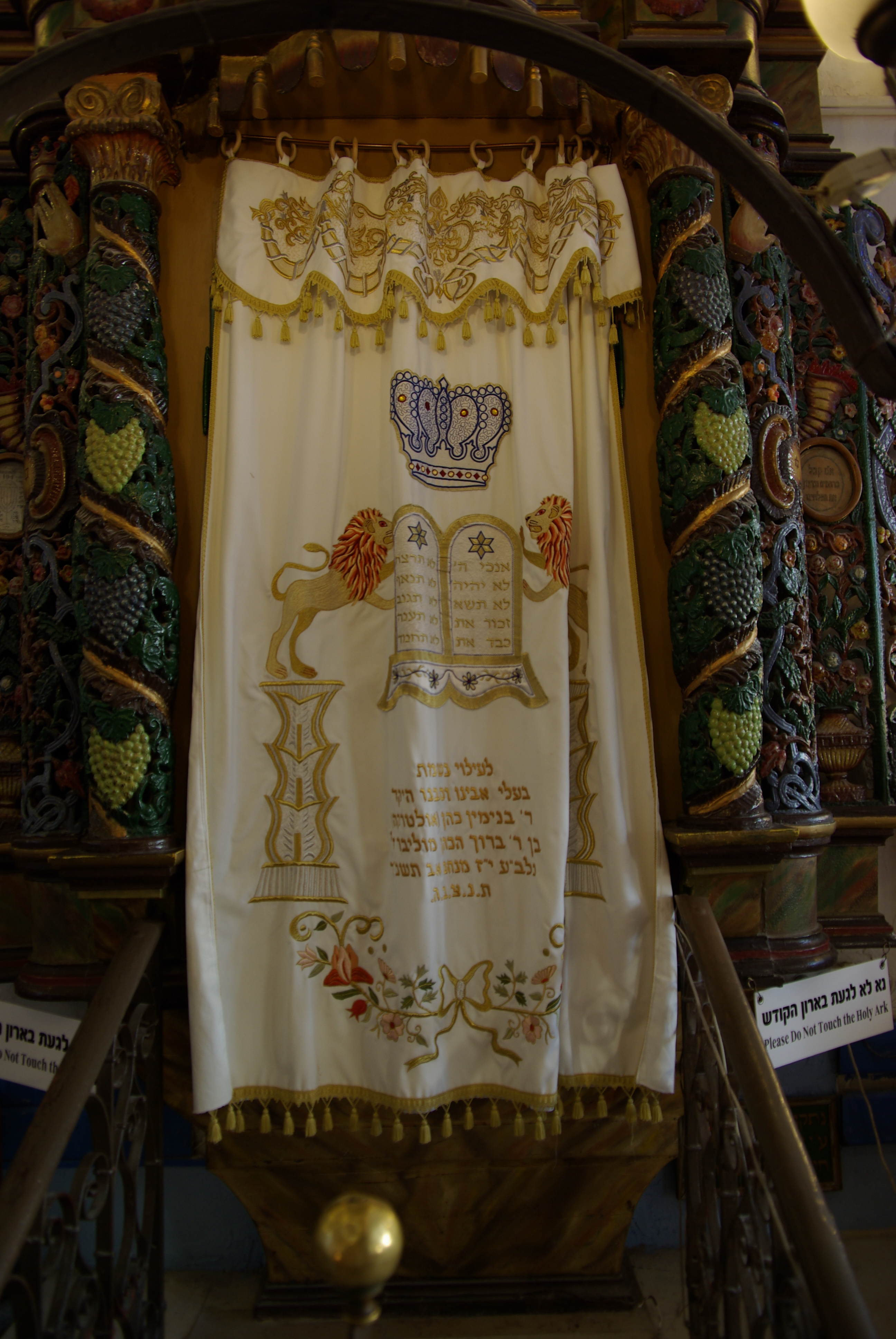
Un des Parokhet
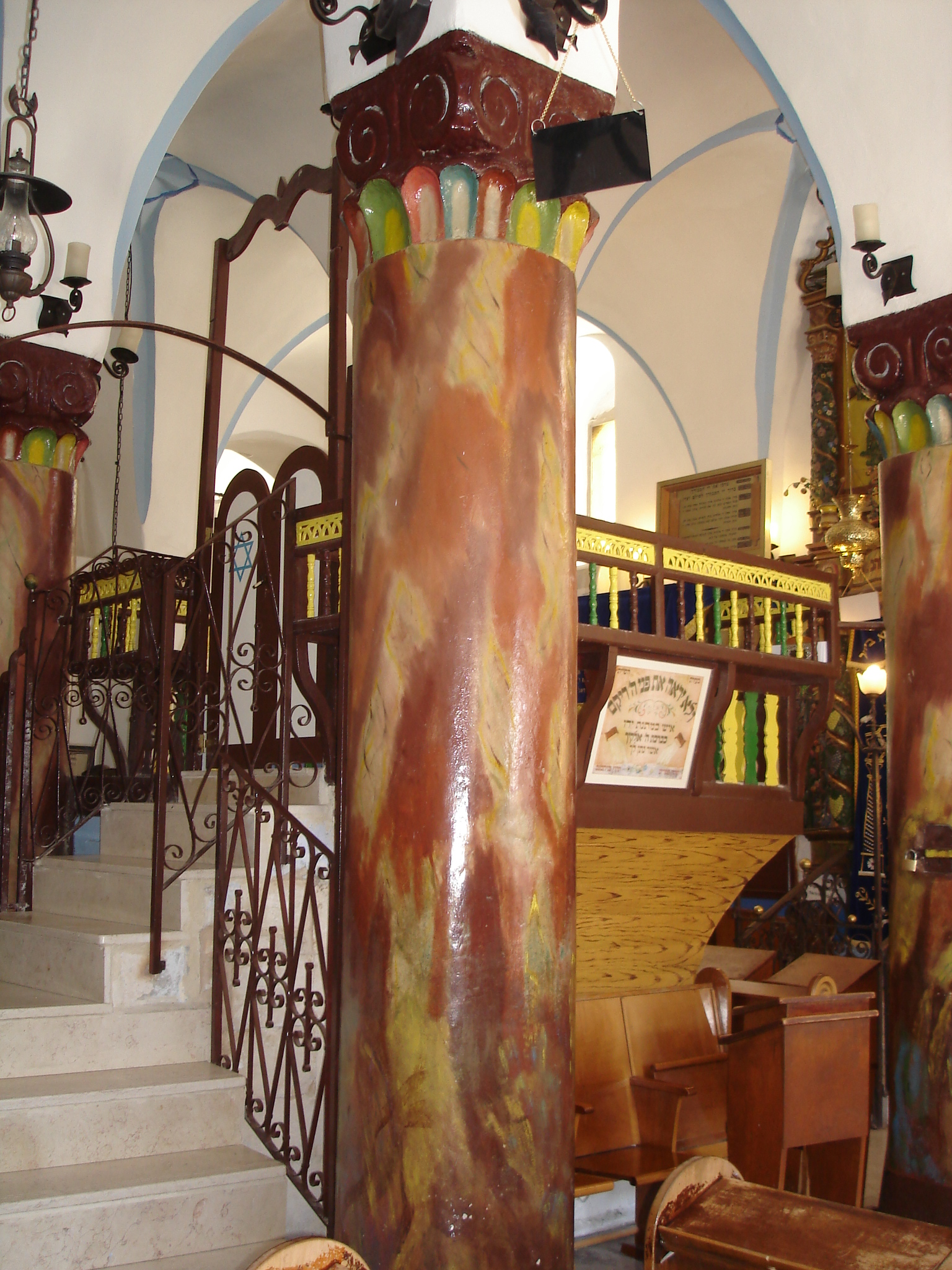
Escaliers pour monter à la Bimah
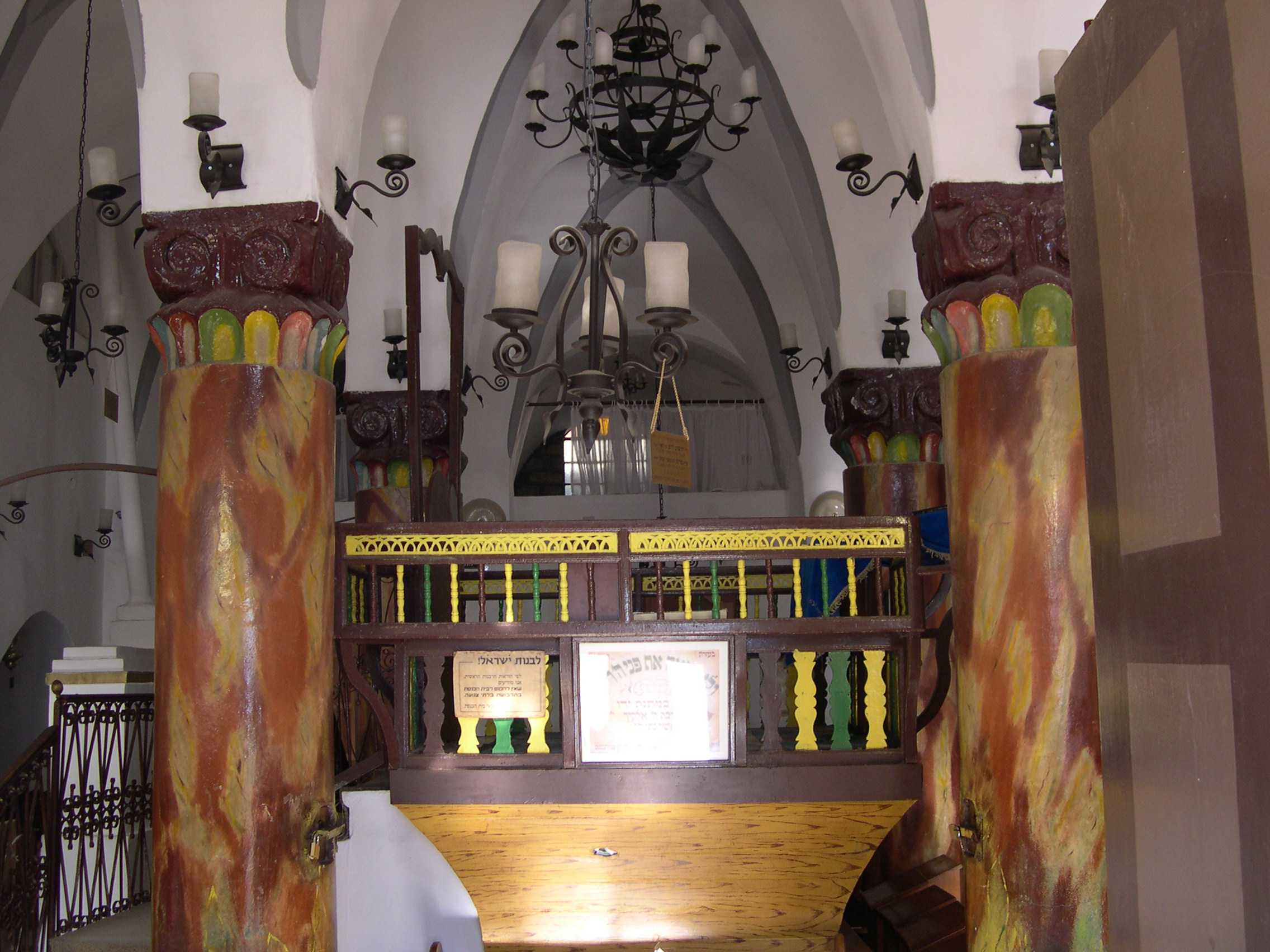
La Bimah